# ホルヘ・バジェ・イバニェス
ホルヘ・ルイス・バジェ・イバニェス（スペイン語: Jorge Luis Batlle Ibáñez、1927年10月25日 - 2016年10月24日）は、ウルグアイの政治家。2000年から2005年まで5年間、同国第38代大統領を務めた。

## 経歴
19世紀からウルグアイの大統領や政治家を数多く輩出した一族の出身で、父親のルイス・バジェ・ベレスも大統領を務め、大伯父のホセ・バッジェ・イ・オルドーニェスも2期に渡って大統領を務めた。1956年、共和国大学にて法学と社会科学の学位を授与される。その後ラジオ番組「Ariel」や新聞「Acción」といった報道関係で活動していた。また当時既にコロラド党理事会のメンバーでもあった。
政界デビューは1958年。コロラド党より上院議員として当選した。

## 政策
就任後初期は密輸と資金洗浄を防ぐ手段として麻薬の合法化を提案したが、国際報道機関やアメリカ合衆国政府に批判され承認には至らなかった。
就任演説の際に歳出を抑える事を約束し、マクロ経済のバランスを調整するなど経済が安定するよう尽力した。またメルコスールを強く支持し、地域統合は世界経済と渡り合う為に重要であると位置付けた。米州自由貿易地域の創設にも積極的であった。
在任中に口蹄疫が発生。農牧業が主産業であるウルグアイにとっては非常に深刻な事態であり、ウルグアイ産牛肉などの安全性が問題となり対処に追われた。この問題は任期の終わり頃にようやく終息した。
保護貿易やいかなる種類の補助金・助成金に対して反対であることを表明している。